# Strašni lovec Bumbum
Strašni lovec Bumbum je literarni lik in naslov avtorske pesmi Toneta Pavčka. Delo, ki ga je ilustrirala Lidija Osterc, je izšlo v seriji Velike slikanice leta 1969.

## Literarni lik
Strašni lovec Bumbum ima tipične značilnosti lovca; je pogumen, oborožen s puško in lovskim nožem, zna žvižgati na prste in na glavi nosi klobuk s šojinim perjem.
Ni pa značilno za pravega lovca, da se tako kot Bumbum sredi jase ustavi, uleže na mah in si privošči  zanimive sanje o lovskih dogodivščinah.
Na poti ga spremlja
...

sedem pisanih metuljev,

sedem kosov – potepuhov,

sedem trotov – poležuhov, 

zadaj pa trklja se peš

naježeni jež,

ki kot ostra zadnja straža

bridke sulice prevaža.

## Vsebina pesmi
V sanjah je lovec streljal na gozdne zveri, na volkove in medvede. V neki noči je pregnal lisico, ki se je hotela lotiti njegovega kokošnjaka. Maščeval se je volku, ki je požrl lisico, potem ko jo je med kartanjem že obral do zadnjega novca. Nato pa je sledil prizor, kot pesnik pravi, vreden vsakega slikarja: tekli so medved, za njim divji prašič, volk, lisica, dihur, zajci, drevesa, sonce, pot, hrup, šum, za njimi pa strašni lovec Bumbum in črna mačka Slava. Vsi so jo dobro odnesli, le volk je ostal brez repa. Ko je Bumbum dokončno obračunal z njim, so mu živali priredile parado, po kateri je zaspal. Naslednji dan se je zbudil ujet v past divjega lovca, vendar ga je zajčja družina kmalu rešila. Volka ni bilo več na spregled, Bumbum pa je iz lovišča napravil zabavišča za vse živali, jih učil tudi abecedo in pesmi. Vsi so ga slavili, a njemu ni bilo do slave, zato je v sanjah spoznal, da bo raje postal trgovec.

### Knjižni viri
- Strašni lovec Bumbum, Mladinska knjiga, Ljubljana 1969.

### Spletni viri
- www.sazu.si